# Аурайоки (река, впадает в Балтийское море)
Аурайоки (фин. Aurajoki), или Аура (швед. Aura å) — река на юго-западе Финляндии. Исток находится в городе Орипяа. Протекает через города Пёутюя, Аура и Лието и впадает в Архипелаговое море в центральной части города Турку. Общая длина реки составляет около 70 км. На реке находятся 11 порогов, из которых крупнейшим является Наутеланкоски близ Лието. Река снабжает город Турку питьевой водой, которая забирается у порога Халинен.
Люди поселились на берегах реки около 6000 лет назад. В Финляндии побережье реки славится своим культурным наследием.

## Этимология названия
Гидроним Aura, по-видимому, происходит от старошведского aathra (водный путь), имеющего в современном шведском форму ådra, однако в финском её название означает «плуг».

## Экология
Расположенная в аграрной зоне, река загрязняется поверхностными стоками из близлежащих ферм, что приводит к эвтрофикации (размножению паразитических водорослей). Её состояние несколько улучшилось с 1970-х годов, и в настоящее время река достаточно чиста для того, чтобы в ней жила крупная популяция лосося.

## Галерея изображений

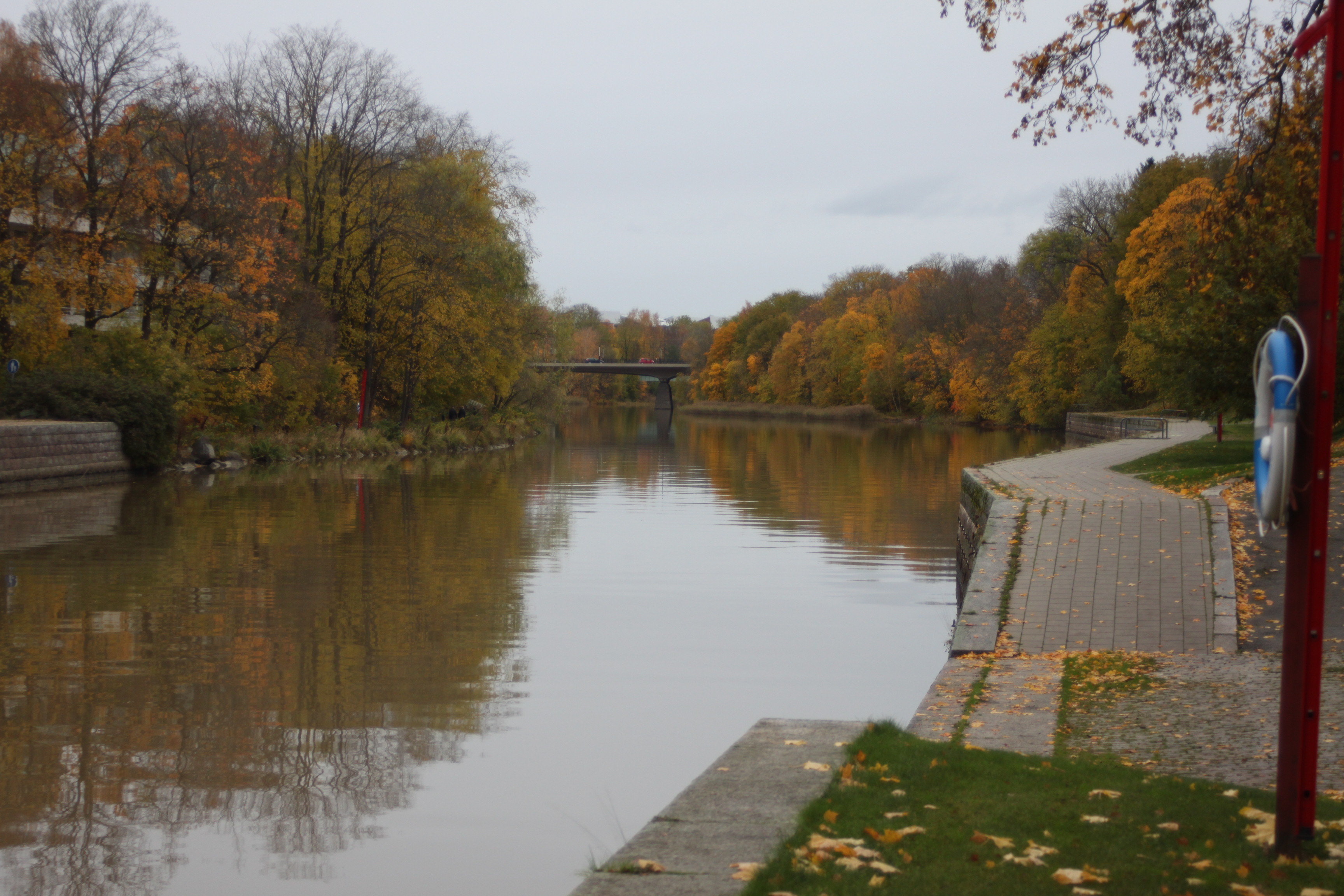
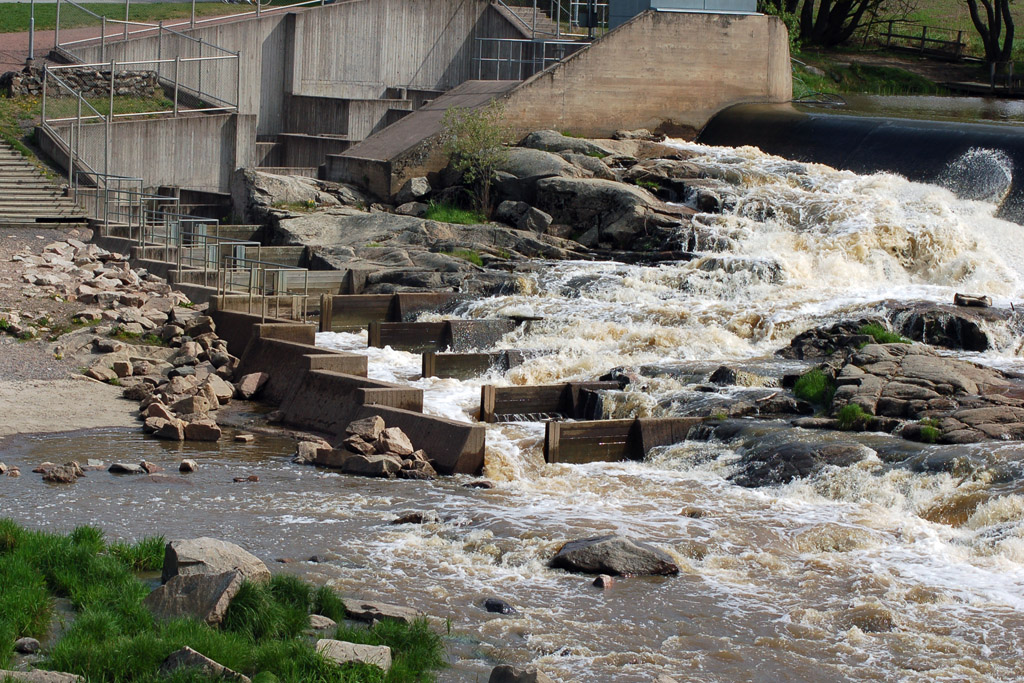
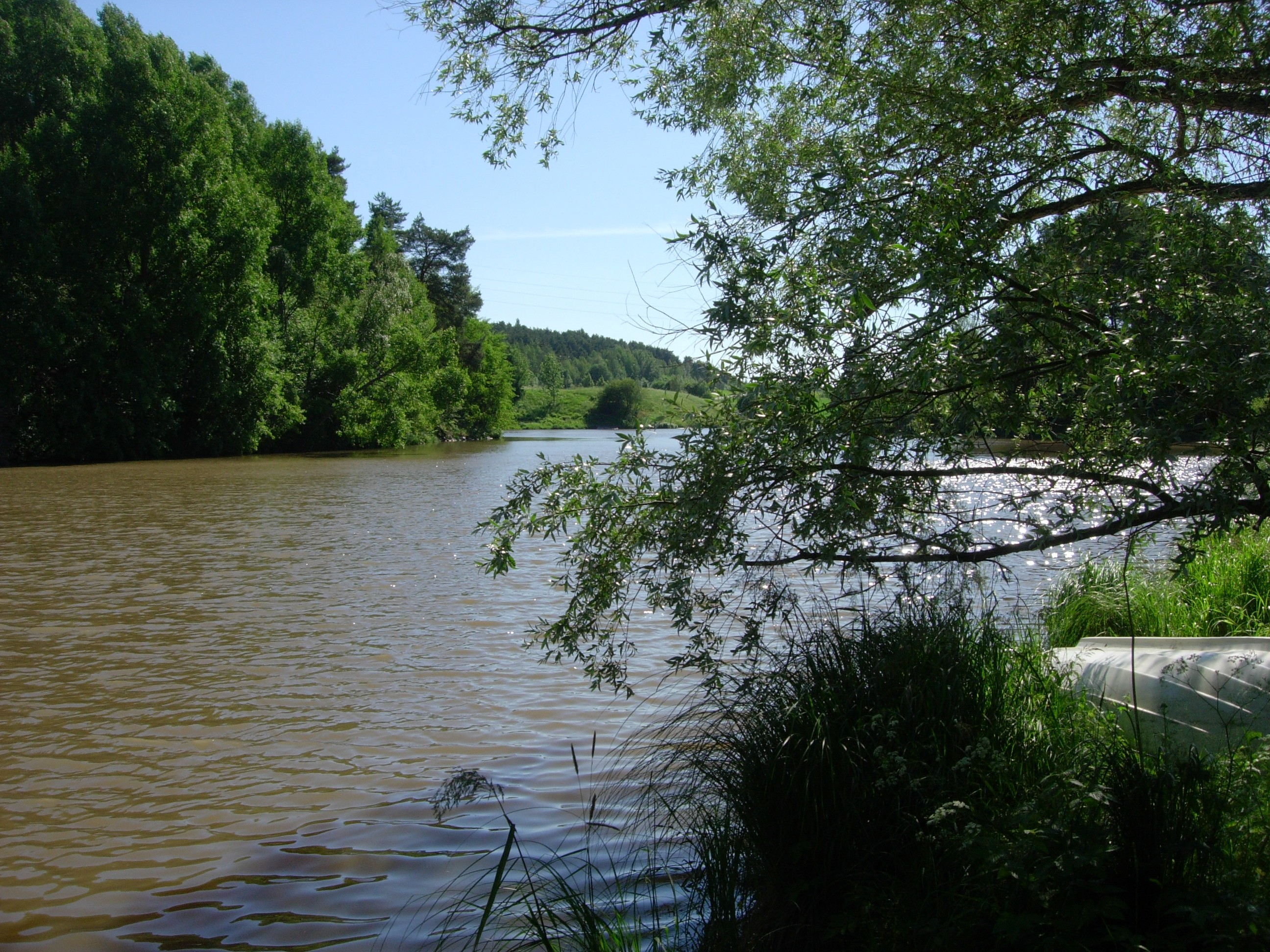
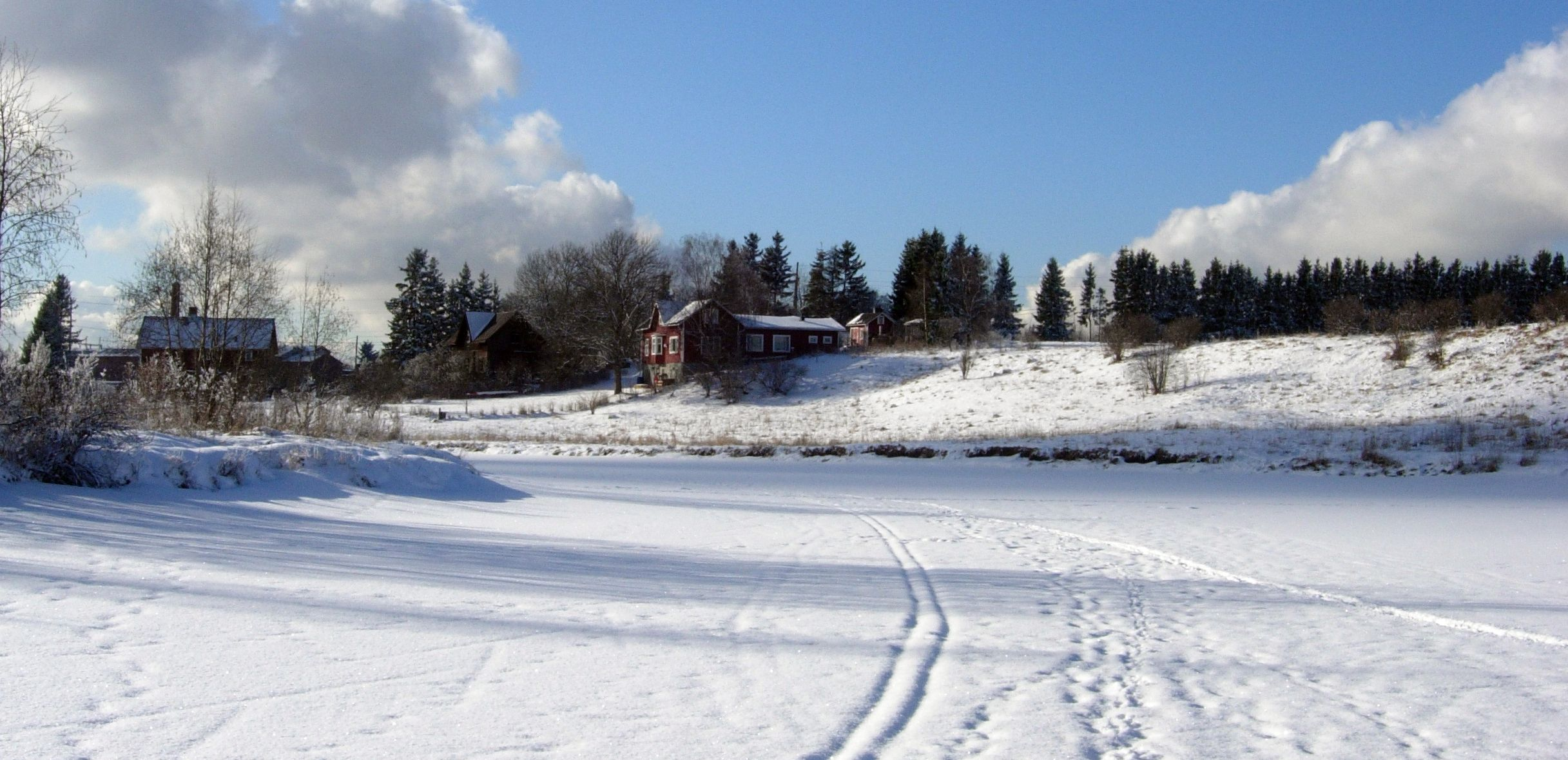

## Достопримечательности
- Речной паром Фёри (Турку)